# Körledare
Körledare är en person som dirigerar/leder en kör. Funktionen kallas ibland kördirigent eller kormästare.
Körledaren kan vara utbildad dirigent, kyrkomusiker, körpedagog, musiklärare, sångpedagog eller självlärd. Vill man göra en distinktion mellan körledare och kördirigent så har körledaren fler arbetsuppgifter av administrativ och/eller föreningsmässig karaktär, medan kördirigentens arbetsuppgifter är snävare och enbart av musikalisk art. Vid professionella institutioner som musikteatrar eller konsertföreningar har körledaren ofta titeln kormästare.

## Sverige
Viktiga svenska körledare från 1900-talet inkluderar David Åhlén, Einar Ralf, Hugo Alfvén, Johannes Norrby, Eric Ericson, Dan-Olof Stenlund och Anders Öhrwall.
I Sverige finns en förening för körledare, Föreningen Sveriges Körledare (FSK) med drygt 650 medlemmar (2006). Föreningen ger ut tidningen Körledaren.